# 马里奥·格鲁皮奥尼
马里奥·格鲁皮奥尼（義大利語：Mario Gruppioni，1901年9月13日—1939年1月19日），意大利男子摔跤运动员。他曾代表意大利参加1932年夏季奥林匹克运动会摔跤比赛，获得男子古典式次重量级铜牌。